# Mount William National Park
Mount William National Park – park narodowy położony w północno-wschodniej części Tasmanii; w granicach administracyjnych obszaru samorządu lokalnego Break O’Day Council i Dorset Council.

## Położenie
Park narodowy Mount William został utworzony w 1973 roku na mocy ustawy National Parks and Wildlife Act 1970; obejmuje powierzchnie 18 425 ha. Park narodowy położony jest w północno-wschodniej części wyspy Tasmania nad wodami zatok: Stumpys Bay i Musselroe Bay (Morze Tasmana). Do parku narodowego można dojechać drogami z miejscowości Gladstone i St Helens.

## Flora i fauna
Na terenie parku narodowego dominują dwie formację roślinne: nabrzeżne wrzosowiska oraz lasy. Głównymi gatunkami lasotwórczymi są Eucalyptus amygdalina i Eucalyptus ovata z rodzaju eukaliptus. Powszechnie na terenie parku ponadto występują gatunki roślin z rodzaju ksantorea. Spośród rzadziej spotykanych gatunków roślin na obszarze parku występują: Zieria veronicea z rodziny rutowate oraz Villarsia exaltata z rodziny bobrkowate.
Na terenie parku Mount William występuje ponad 100 gatunków ptaków. Na przybrzeżnych wrzosowiskach bytują m.in.: słodaczek rdzawogłowy, miodaczek złotoskrzydły i skalinek białoskrzydły. Sporadycznie na terenie parku narodowego spotykane są stada żałobnic rudosternych. Wśród gatunków migrujących przez obszar parku można wymienić m.in.: szlarnika rdzawobocznego i błotniaka moczarowego. Wśród gatunków torbaczy na terenie parku występują m.in.: kangur olbrzymi, kangur rdzawoszyi i diabeł tasmański a z rzędu stekowców kolczatka australijska. Populacja diabła tasmańskiego na terenie parku Mount William została w około 85% zdziesiątkowana przez zakaźny nowotwór, tzw. rak pyska diabła (DFTD, ang. Devil Facial Tumour Disease).